# Noršinci pri Ljutomeru
Noršinci pri Ljutomeru este o localitate din comuna Ljutomer, Slovenia, cu o populație de 216 locuitori.